# Битка при Стърлингския мост
Битката при моста Стирлинг се състои на 11 септември 1297 г. като част от войните за независимост на Шотландия. При нея шотландските войски, под ръководството на Андрю Морей и Уилям Уолъс, разгромяват англичаните, ръководени от Джон дьо Уорен.
Англичаните многократно превъзхождат врага си по численост, според някои източници дори четири пъти, значително по-тренирани са и с много по-голям боен опит. Морей и Уолъс са приключили успешно обсадата на Дънди, а войските им са разположени на възвишения, северно от Стърлинг и от едната страна на река Форт.

## Ход на битката
Англичаните прекосяват реката и принуждават шотландците да започнат битката. Тъй като са сигурни в победата, те използват за преминаване един малък мост, вместо един плитък и широк брод недалеч от там. След като англичаните, водени от Хю дьо Кресингем, пресичат моста, достигат до мочурливите възвишения и бавно се разделят. Веднага щом една част от английските войски приближава от северната част на реката Уолъс заповядва началото на две атаки, една директно в ядрото на английската войска, а другата в гърба им, за да затвори пътя за бягство.
Шилтрон-формациите, състоящи се от войници с дълги копия, помитат английския авангард. При блатистата почва английската кавалерия се проявява като неспособна и се изтощава бързо. Англичаните от южната страна желаят да изпратят подкрепления, но мостът се срутва и английските войски от северната страна бягат от бойното поле. Хю дьо Кресингем е заловен и убит от шотландците. Според легендата Уилям Уолъс му съдрал кожата още на бойното поле.

## Последици
Шотландците понасят незначителни загуби, но Андрю Морей умира вследствие на раните си. Победата поставя началото на редица успехи над англичаните, с които Уолъс печели благоразположението на шотландската аристокрация. Също така шотландците превземат почти всички английски замъци в Шотландия. Само шест месеца по-късно въстанието на Уолъс е потушено от англичаните след поражението при Фолкърк.